# Liste der Auszeichnungen der Sängerin Miley Cyrus
Diese Liste ist eine Übersicht über die Auszeichnungen und Nominierungen der US-amerikanischen Sängerin und Schauspielerin Miley Cyrus.

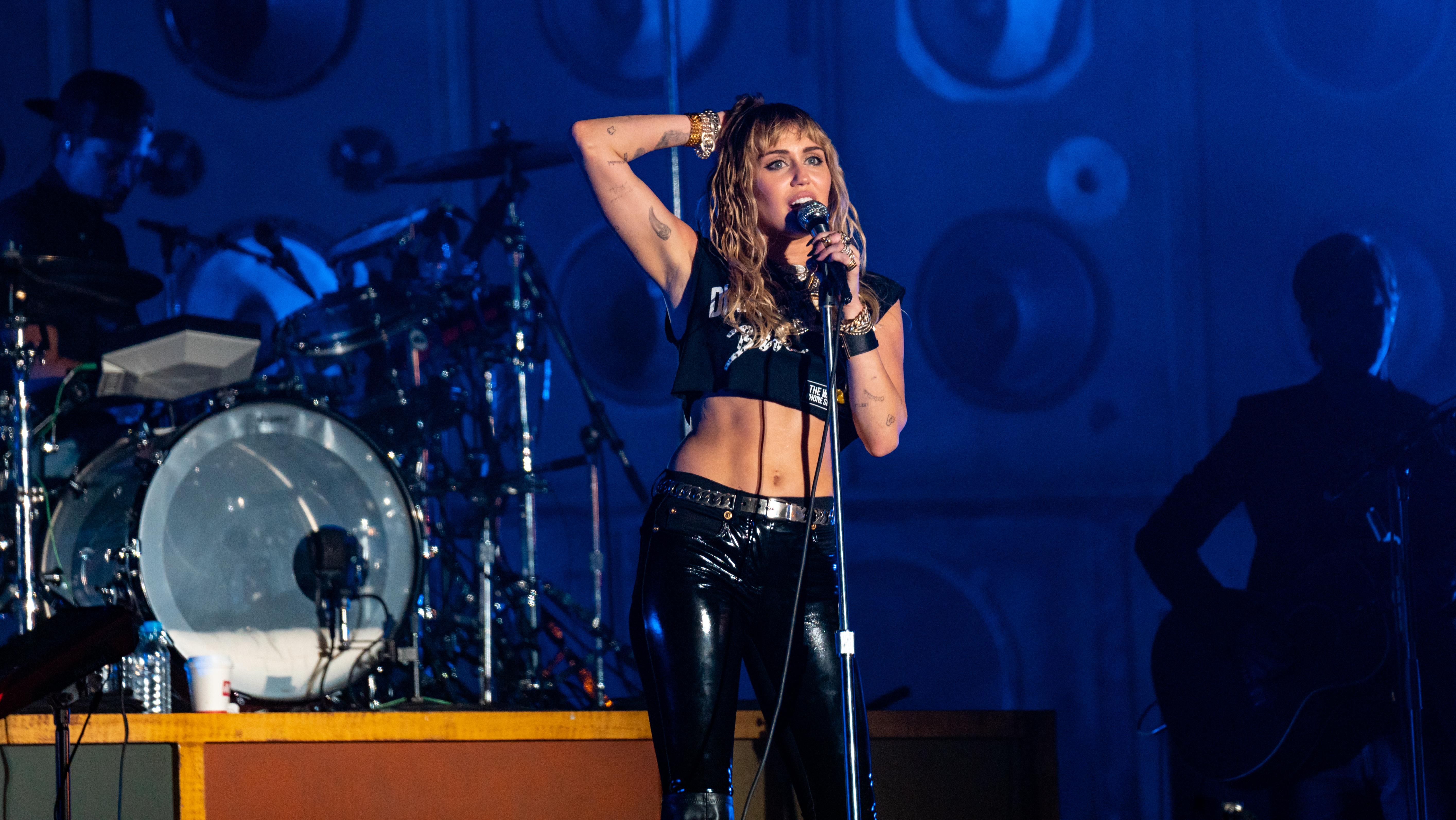
Miley Cyrus (2019)

| Kategorie  | Gesamt |
| ---------- | ------ |
| Gewonnen   | 122    |
| Nominiert  | 405    |
| Ausstehend | 17     |

## American Music Awards
| Jahr | Kategorie           | für                                  | Resultat  |
| ---- | ------------------- | ------------------------------------ | --------- |
| 2009 | Favorite Soundtrack | Hannah Montana: The Movie Soundtrack | Nominiert |
| 2009 | Favorite Soundtrack | Hannah Montana 3 Soundtrack          | Nominiert |

## amfAR Awards
| Jahr | Kategorie               | für         | Resultat |
| ---- | ----------------------- | ----------- | -------- |
| 2015 | amfAR Inspiration Award | Miley Cyrus | Gewonnen |

## Antville Music Video Award
| Jahr | Kategorie        | für           | Resultat  |
| ---- | ---------------- | ------------- | --------- |
| 2013 | Best Performance | Wrecking Ball | Nominiert |

## APRA Music Awards
| Jahr | Kategorie                         | für                                           | Resultat  |
| ---- | --------------------------------- | --------------------------------------------- | --------- |
| 2020 | Most Performed International Work | Nothing Breaks Like a Heart (mit Mark Ronson) | Nominiert |

## ARIA Awards
| Jahr | Kategorie                 | für                             | Resultat  |
| ---- | ------------------------- | ------------------------------- | --------- |
| 2021 | Best International Artist | Miley Cyrus                     | Nominiert |
| 2021 | Song of the Year          | Without You (mit The Kid Laroi) | Nominiert |

## Art Directors Guild Awards
| Jahr | Kategorie                                           | für                                                    | Resultat  | Ref   |
| ---- | --------------------------------------------------- | ------------------------------------------------------ | --------- | ----- |
| 2020 | Short Format: Web Series, Music Video or Commercial | Don't Call Me Angel (mit Ariana Grande & Lana Del Rey) | Nominiert | [ 6 ] |
| 2024 | Short Format & Music Videos                         | River                                                  | Nominiert | [ 7 ] |

## Australian Commercial Radio Awards
| Jahr | Kategorie                                | für     | Resultat |
| ---- | ---------------------------------------- | ------- | -------- |
| 2023 | Most Played New Song on Commercial Radio | Flowers | Gewonnen |

## Bambi Awards
| Jahr | Kategorie              | für         | Resultat |
| ---- | ---------------------- | ----------- | -------- |
| 2013 | Best International Pop | Miley Cyrus | Gewonnen |

## BBC Radio1 Lockdown Awards
| Jahr | Kategorie             | für                                                   | Resultat  |
| ---- | --------------------- | ----------------------------------------------------- | --------- |
| 2020 | Best Live Performance | Miley Cyrus covering Billie Eilish in the Live Lounge | Nominiert |

## Billboard Music Awards
| Jahr | Kategorie                              | für            | Resultat  | Ref    |
| ---- | -------------------------------------- | -------------- | --------- | ------ |
| 2014 | Artist of the Year                     | Miley Cyrus    | Nominiert | [ 11 ] |
| 2014 | Top Female Artist                      | Miley Cyrus    | Nominiert | [ 11 ] |
| 2014 | Top Hot 100 Artist                     | Miley Cyrus    | Nominiert | [ 11 ] |
| 2014 | Top Digital Songs Artist               | Miley Cyrus    | Nominiert | [ 11 ] |
| 2014 | Top Social Artist                      | Miley Cyrus    | Nominiert | [ 11 ] |
| 2014 | Top Streaming Artist                   | Miley Cyrus    | Gewonnen  | [ 11 ] |
| 2014 | Top Hot 100 Song                       | Wrecking Ball  | Nominiert | [ 11 ] |
| 2014 | Top Streaming Song (Video)             | Wrecking Ball  | Gewonnen  | [ 11 ] |
| 2014 | Top Streaming Song (Video)             | We Can't Stop  | Nominiert | [ 11 ] |
| 2021 | Top Rock Album                         | Plastic Hearts | Nominiert | [ 12 ] |
| 2023 | Top Female Artist                      | Miley Cyrus    | Nominiert | [ 13 ] |
| 2023 | Top Radio Songs Artist                 | Miley Cyrus    | Nominiert | [ 13 ] |
| 2023 | Top Song Sales Artist                  | Miley Cyrus    | Nominiert | [ 13 ] |
| 2023 | Top Hot 100 Song                       | Flowers        | Nominiert | [ 13 ] |
| 2023 | Top Streaming Song                     | Flowers        | Nominiert | [ 13 ] |
| 2023 | Top Radio Song                         | Flowers        | Gewonnen  | [ 13 ] |
| 2023 | Top Selling Song                       | Flowers        | Nominiert | [ 13 ] |
| 2023 | Top Billboard Global 200 Song          | Flowers        | Gewonnen  | [ 13 ] |
| 2023 | Top Billboard Global 200 Excl. US Song | Flowers        | Gewonnen  | [ 13 ] |

## Billboard Touring Awards
| Jahr | Kategorie        | für         | Resultat |
| ---- | ---------------- | ----------- | -------- |
| 2008 | Breakthrough Act | Miley Cyrus | Gewonnen |

## BMI Awards

### BMI Country Awards
| Jahr | Kategorie           | für                                        | Resultat | Ref    |
| ---- | ------------------- | ------------------------------------------ | -------- | ------ |
| 2008 | Award-Winning Songs | Ready, Set, Don't Go (mit Billy Ray Cyrus) | Gewonnen | [ 15 ] |
| 2010 | Award-Winning Songs | The Climb                                  | Gewonnen | [ 16 ] |

### BMI London Awards
| Jahr | Kategorie           | für            | Resultat | Ref    |
| ---- | ------------------- | -------------- | -------- | ------ |
| 2011 | Award-Winning Songs | Can't Be Tamed | Gewonnen | [ 17 ] |

### BMI Pop Awards
| Jahr | Kategorie           | für                 | Resultat | Ref    |
| ---- | ------------------- | ------------------- | -------- | ------ |
| 2009 | Award-Winning Songs | See You Again       | Gewonnen | [ 18 ] |
| 2011 | Award-Winning Songs | Party in the U.S.A. | Gewonnen | [ 19 ] |
| 2018 | Award-Winning Songs | Malibu              | Gewonnen | [ 20 ] |
| 2022 | Award-Winning Songs | Midnight Sky        | Gewonnen | [ 21 ] |
| 2022 | Award-Winning Songs | Without You (Remix) | Gewonnen | [ 21 ] |

### BMI R&B and Hip-Hop Awards
| Jahr | Kategorie                        | für                                               | Resultat | Ref    |
| ---- | -------------------------------- | ------------------------------------------------- | -------- | ------ |
| 2015 | Most Performed R&B/Hip-Hop Songs | 23 (mit Mike Will Made It, Juicy J & Wiz Khalifa) | Gewonnen | [ 22 ] |

## Bravo Otto
| Jahr | Kategorie                  | für                          | Resultat  | Ref    |
| ---- | -------------------------- | ---------------------------- | --------- | ------ |
| 2007 | TV-Stars weiblich – Bronze | Miley Cyrus                  | Gewonnen  | [ 23 ] |
| 2008 | TV-Stars weiblich – Silber | Miley Cyrus                  | Gewonnen  | [ 24 ] |
| 2008 | Super-Sängerin – Gold      | Miley Cyrus                  | Gewonnen  | [ 24 ] |
| 2009 | Super-TV Star – Gold       | Miley Cyrus                  | Gewonnen  | [ 25 ] |
| 2009 | Super-Sängerin – Bronze    | Miley Cyrus                  | Gewonnen  | [ 25 ] |
| 2009 | Super-Kinostar             | Miley Cyrus                  | Nominiert | [ 25 ] |
| 2010 | Super-Kinostar – Gold      | Miley Cyrus                  | Gewonnen  | [ 26 ] |
| 2010 | Super-TV Star              | Miley Cyrus                  | Nominiert | [ 26 ] |
| 2010 | Super-Sängerin             | Miley Cyrus                  | Nominiert | [ 26 ] |
| 2011 | Super-Kinostar             | Miley Cyrus                  | Nominiert | [ 27 ] |
| 2011 | Super-TV Star              | Miley Cyrus                  | Nominiert | [ 27 ] |
| 2011 | Super-Sängerin             | Miley Cyrus                  | Nominiert | [ 27 ] |
| 2012 | Super-Kinostar             | Miley Cyrus                  | Nominiert | [ 28 ] |
| 2013 | Superstar                  | Miley Cyrus                  | Nominiert | [ 29 ] |
| 2013 | Sexy Babe                  | Miley Cyrus                  | Nominiert | [ 29 ] |
| 2013 | Super-BFFs                 | Miley Cyrus & Britney Spears | Nominiert | [ 29 ] |
| 2014 | Darstellerin des Jahres    | Miley Cyrus                  | Nominiert | [ 30 ] |
| 2019 | Sängerin International     | Miley Cyrus                  | Nominiert | [ 31 ] |
| 2023 | Musik International        | Miley Cyrus                  | Nominiert | [ 32 ] |

## BreakTudo Awards
| Jahr | Kategorie                   | für                                           | Resultat  |
| ---- | --------------------------- | --------------------------------------------- | --------- |
| 2016 | International Female Artist | Miley Cyrus                                   | Nominiert |
| 2017 | International Female Artist | Miley Cyrus                                   | Nominiert |
| 2017 | Best Video                  | Malibu                                        | Nominiert |
| 2019 | International Fandom        | Smilers                                       | Nominiert |
| 2019 | Collaboration of the Year   | Nothing Breaks Like a Heart (mit Mark Ronson) | Nominiert |
| 2020 | Anthem of the Year          | Slide Away                                    | Nominiert |
| 2021 | Anthem of the Year          | Angels Like You                               | Nominiert |
| 2023 | International Hit           | Flowers                                       | Nominiert |
| 2023 | International Female Artist | Miley Cyrus                                   | Nominiert |

## BRIT Awards
| Jahr | Kategorie                        | für                                           | Resultat   |
| ---- | -------------------------------- | --------------------------------------------- | ---------- |
| 2020 | Song of the Year                 | Nothing Breaks Like a Heart (mit Mark Ronson) | Nominiert  |
| 2021 | International Female Solo Artist | Miley Cyrus                                   | Nominiert  |
| 2024 | International Artist of the Year | Miley Cyrus                                   | Ausstehend |
| 2024 | International Song of the Year   | Flowers                                       | Ausstehend |

## British LGBT Awards
| Jahr | Kategorie                                | für                     | Resultat  |
| ---- | ---------------------------------------- | ----------------------- | --------- |
| 2015 | LGBT+ Music Artist                       | Miley Cyrus             | Nominiert |
| 2017 | LGBT+ Music Artist                       | Miley Cyrus             | Nominiert |
| 2017 | LGBT+ Charities or Community Iniciatives | Happy Hippie Foundation | Nominiert |

## Broadcast Film Critics Association Award
| Jahr | Kategorie | für                                      | Resultat  | Ref    |
| ---- | --------- | ---------------------------------------- | --------- | ------ |
| 2008 | Best Song | I Thought I Lost You (mit John Travolta) | Nominiert | [ 45 ] |

## Buenos Aires Music Video Festival
| Jahr | Kategorie | für          | Resultat  | Ref    |
| ---- | --------- | ------------ | --------- | ------ |
| 2021 | Video Pop | Midnight Sky | Nominiert | [ 46 ] |

## City of Hope
| Jahr | Kategorie            | für         | Resultat | Ref    |
| ---- | -------------------- | ----------- | -------- | ------ |
| 2009 | Spirit of Life Award | Miley Cyrus | Gewonnen | [ 47 ] |

## Clef Music Awards
| Jahr | Kategorie                      | für         | Resultat  |
| ---- | ------------------------------ | ----------- | --------- |
| 2023 | Popular Global Artist – Female | Miley Cyrus | Nominiert |

## Clio Awards
| Jahr | Kategorie       | für                                    | Resultat | Ref    |
| ---- | --------------- | -------------------------------------- | -------- | ------ |
| 2014 | Music Marketing | VEVO Tour Exposed: Miley Cyrus-Bangerz | Bronze   | [ 49 ] |
| 2020 | Music Videos    | Mother's Daughter                      | Bronze   | [ 50 ] |

## Danish Music Awards
| Jahr | Kategorie                       | für                     | Resultat  | Ref    |
| ---- | ------------------------------- | ----------------------- | --------- | ------ |
| 2023 | International Hit of the Year   | Flowers                 | Gewonnen  | [ 51 ] |
| 2023 | International Album of the Year | Endless Summer Vacation | Nominiert | [ 51 ] |

## Do Something Awards
| Jahr | Kategorie | für         | Resultat  |
| ---- | --------- | ----------- | --------- |
| 2012 | Twitter   | Miley Cyrus | Nominiert |

## Emma Gaala
| Jahr | Kategorie                                    | für     | Resultat |
| ---- | -------------------------------------------- | ------- | -------- |
| 2024 | Most Streamed International Song of the Year | Flowers | Gewonnen |

## GAFFA Awards (Dänemark)
| Jahr | Kategorie                       | für                     | Resultat   | Ref    |
| ---- | ------------------------------- | ----------------------- | ---------- | ------ |
| 2013 | International Female Artist     | Miley Cyrus             | Nominiert  | [ 54 ] |
| 2024 | International Hit of the Year   | Flowers                 | Ausstehend | [ 55 ] |
| 2024 | International Album of the Year | Endless Summer Vacation | Ausstehend | [ 55 ] |

## GAFFA Awards (Schweden)
| Jahr | Kategorie                            | für         | Resultat   | Ref    |
| ---- | ------------------------------------ | ----------- | ---------- | ------ |
| 2013 | International New Artist of the Year | Miley Cyrus | Gewonnen   | [ 56 ] |
| 2024 | International Song of the Year       | Flowers     | Ausstehend | [ 57 ] |

## GLAAD Media Awards
| Jahr | Kategorie                | für                         | Resultat   |
| ---- | ------------------------ | --------------------------- | ---------- |
| 2015 | GLAAD Vanguard Award     | Miley Cyrus                 | Gewonnen   |
| 2016 | Outstanding Music Artist | Miley Cyrus & Her Dead Petz | Nominiert  |
| 2018 | Outstanding Music Artist | Younger Now                 | Nominiert  |
| 2021 | Outstanding Music Artist | Plastic Hearts              | Nominiert  |
| 2024 | Outstanding Music Artist | Endless Summer Vacation     | Ausstehend |

## Global Action Awards
| Jahr | Kategorie                            | für         | Resultat |
| ---- | ------------------------------------ | ----------- | -------- |
| 2011 | Global Action Youth Leadership Award | Miley Cyrus | Gewonnen |

## Golden Globe Awards
| Jahr | Kategorie                | für                                      | Resultat  |
| ---- | ------------------------ | ---------------------------------------- | --------- |
| 2009 | Best Song Motion Picture | I Thought I Lost You (mit John Travolta) | Nominiert |

## Gold Derby Music Awards
| Jahr | Kategorie                    | für                     | Resultat  | Ref    |
| ---- | ---------------------------- | ----------------------- | --------- | ------ |
| 2022 | Album of the Year            | Plastic Hearts          | Nominiert | [ 65 ] |
| 2022 | Best Rock/Alternative Album  | Plastic Hearts          | Gewonnen  | [ 65 ] |
| 2022 | Best Rock/Alternative Artist | Miley Cyrus             | Nominiert | [ 65 ] |
| 2022 | Best Rock/Alternative Song   | WTF Do I Know           | Nominiert | [ 65 ] |
| 2024 | Artist of the Year           | Miley Cyrus             | Nominiert | [ 66 ] |
| 2024 | Best Pop Artist              | Miley Cyrus             | Nominiert | [ 66 ] |
| 2024 | Album of the Year            | Endless Summer Vacation | Nominiert | [ 66 ] |
| 2024 | Best Pop Album               | Endless Summer Vacation | Nominiert | [ 66 ] |
| 2024 | Record of the Year           | Flowers                 | Nominiert | [ 66 ] |
| 2024 | Song of the Year             | Flowers                 | Nominiert | [ 66 ] |
| 2024 | Video of the Year            | Flowers                 | Nominiert | [ 66 ] |
| 2024 | Best Pop Song                | Flowers                 | Nominiert | [ 66 ] |

## Golden Raspberry Awards
| Jahr | Kategorie     | für                                      | Resultat  |
| ---- | ------------- | ---------------------------------------- | --------- |
| 2009 | Worst Actress | Miley Cyrus in Hannah Montana – Der Film | Nominiert |
| 2010 | Worst Actress | Miley Cyrus in Mit Dir an meiner Seite   | Nominiert |

## Gracie Allen Awards
| Jahr | Kategorie                                  | für                           | Resultat |
| ---- | ------------------------------------------ | ----------------------------- | -------- |
| 2008 | Outstanding Female Lead in a Comedy Series | Miley Cyrus in Hannah Montana | Gewonnen |
| 2009 | Outstanding Female Lead in a Comedy Series | Miley Cyrus in Hannah Montana | Gewonnen |

## Grammy Awards
| Jahr | Kategorie                          | für                               | Resultat  |
| ---- | ---------------------------------- | --------------------------------- | --------- |
| 2015 | Best Pop Vocal Album               | Bangerz                           | Nominiert |
| 2022 | Album of the Year                  | Montero                           | Nominiert |
| 2024 | Record of the Year                 | Flowers                           | Gewonnen  |
| 2024 | Best Pop Solo Performance          | Flowers                           | Gewonnen  |
| 2024 | Song of the Year                   | Flowers                           | Nominiert |
| 2024 | Best Pop Duo/Group Performance     | Thousand Miles mit Brandi Carlile | Nominiert |
| 2024 | Album of the Year                  | Endless Summer Vacation           | Nominiert |
| 2024 | Best Pop Vocal Album               | Endless Summer Vacation           | Nominiert |
| 2025 | Best Country Duo/Group Performance | II MOST WANTED                    | Gewonnen  |

## Guild of Music Supervisors Awards
| Jahr | Kategorie                                   | für                                                    | Resultat  |
| ---- | ------------------------------------------- | ------------------------------------------------------ | --------- |
| 2020 | Song Written and/or Recorded for a Film     | Don't Call Me Angel (mit Ariana Grande & Lana Del Rey) | Nominiert |
| 2020 | Song Written and/or Recorded for Television | On a Roll                                              | Nominiert |

## Hit FM Music Awards
| Jahr | Kategorie                 | für              | Resultat  | Ref |
| ---- | ------------------------- | ---------------- | --------- | --- |
| 2023 | Female Artist of the Year | Miley Cyrus      | Nominiert |     |
| 2023 | Top 10 Singles            | Flowers          | Gewonnen  |     |
| 2023 | Top 10 Singles            | Used to Be Young | Nominiert |     |

## Houston Film Critics Society Awards
| Jahr | Kategorie          | für                                      | Resultat  | Ref    |
| ---- | ------------------ | ---------------------------------------- | --------- | ------ |
| 2008 | Best Original Song | I Thought I Lost You (mit John Travolta) | Nominiert | [ 75 ] |

## iHeartRadio Music Awards
| Jahr | Kategorie                      | für                              | Resultat   | Ref    |
| ---- | ------------------------------ | -------------------------------- | ---------- | ------ |
| 2014 | Best Lyrics                    | Wrecking Ball                    | Gewonnen   | [ 76 ] |
| 2018 | Best Music Video               | Malibu                           | Nominiert  | [ 77 ] |
| 2018 | Cutest Musician's Pet          | Pig Pig                          | Nominiert  | [ 77 ] |
| 2018 | Best Fan Army                  | Miley Cyrus                      | Nominiert  | [ 77 ] |
| 2020 | Best Cover Song                | Black Dog – Led Zeppelin         | Nominiert  | [ 78 ] |
| 2021 | Best Cover Song                | Heart of Glass – Blondie         | Nominiert  | [ 79 ] |
| 2022 | Best Cover Song                | Nothing Else Matters – Metallica | Nominiert  | [ 80 ] |
| 2023 | 1 Billion Total Audience Spins | Flowers                          | Gewonnen   |        |
| 2024 | Artist of the Year             | Miley Cyrus                      | Ausstehend | [ 81 ] |
| 2024 | Pop Artist of the Year         | Miley Cyrus                      | Ausstehend | [ 81 ] |
| 2024 | Song of the Year               | Flowers                          | Ausstehend | [ 81 ] |
| 2024 | Pop Song of the Year           | Flowers                          | Ausstehend | [ 81 ] |
| 2024 | Best Lyrics                    | Flowers                          | Ausstehend | [ 81 ] |
| 2024 | Best Music Video               | Flowers                          | Ausstehend | [ 81 ] |

## Libby Awards
| Jahr | Kategorie              | für         | Resultat |
| ---- | ---------------------- | ----------- | -------- |
| 2016 | Best Voice for Animals | Miley Cyrus |          |
| 2017 | Best Voice for Animals | Miley Cyrus | Gewonnen |

## LiveXLive’s Lockdown Awards
| Jahr | Kategorie                   | für                            | Resultat  | Ref    |
| ---- | --------------------------- | ------------------------------ | --------- | ------ |
| 2020 | Musicians Not Playing Music | Talk Show Host "Bright Minded" | Nominiert | [ 84 ] |

## LOS40 Music Awards
| Jahr | Kategorie                          | für                                           | Resultat  | Ref    |
| ---- | ---------------------------------- | --------------------------------------------- | --------- | ------ |
| 2014 | Best International Song            | Wrecking Ball                                 | Nominiert | [ 85 ] |
| 2014 | Best International Video           | Wrecking Ball                                 | Nominiert | [ 85 ] |
| 2019 | International Artist of the Year   | Miley Cyrus                                   | Nominiert | [ 86 ] |
| 2019 | International Video of the Year    | Nothing Breaks Like a Heart (mit Mark Ronson) | Nominiert | [ 86 ] |
| 2023 | Best International Artist or Group | Miley Cyrus                                   | Nominiert | [ 87 ] |
| 2023 | Best International Album           | Endless Summer Vacation                       | Nominiert | [ 87 ] |
| 2023 | Best International Song            | Flowers                                       | Nominiert | [ 87 ] |

## Lunas del Auditorio
| Jahr | Kategorie        | für         | Resultat  | Ref    |
| ---- | ---------------- | ----------- | --------- | ------ |
| 2015 | Best Foreign Pop | Miley Cyrus | Nominiert | [ 88 ] |

## Nickelodeon Kids’ Choice Awards

### Nickelodeon Kids’ Choice Awards
| Jahr | Kategorie                             | für                                           | Resultat  |
| ---- | ------------------------------------- | --------------------------------------------- | --------- |
| 2007 | Favorite TV Actress                   | Miley Cyrus in Hannah Montana                 | Gewonnen  |
| 2008 | Favorite TV Actress                   | Miley Cyrus in Hannah Montana                 | Gewonnen  |
| 2008 | Favorite Female Singer                | Miley Cyrus                                   | Gewonnen  |
| 2009 | Favorite Female Singer                | Miley Cyrus                                   | Gewonnen  |
| 2009 | Favorite Voice From an Animated Movie | Miley Cyrus in Bolt – Ein Hund für alle Fälle | Nominiert |
| 2009 | Favorite TV Actress                   | Miley Cyrus in Hannah Montana                 | Nominiert |
| 2010 | Favorite TV Actress                   | Miley Cyrus in Hannah Montana                 | Nominiert |
| 2010 | Favorite Song                         | Party in the U.S.A.                           | Nominiert |
| 2010 | Favorite Movie Actress                | Miley Cyrus                                   | Gewonnen  |
| 2010 | Favorite Female Singer                | Miley Cyrus                                   | Nominiert |
| 2011 | Favorite Female Singer                | Miley Cyrus                                   | Nominiert |
| 2011 | Favorite TV Actress                   | Miley Cyrus in Hannah Montana                 | Nominiert |
| 2011 | Favorite Movie Actress                | Miley Cyrus                                   | Gewonnen  |
| 2014 | Favorite Song                         | Wrecking Ball                                 | Nominiert |

### Meus Prêmios Nick
| Jahr | Kategorie                     | für         | Resultat  |
| ---- | ----------------------------- | ----------- | --------- |
| 2009 | Favorite International Artist | Miley Cyrus | Nominiert |

### Nickelodeon Argentina Kids’ Choice Awards
| Jahr | Kategorie                     | für         | Resultat  |
| ---- | ----------------------------- | ----------- | --------- |
| 2011 | Favorite International Singer | Miley Cyrus | Nominiert |

### Nickelodeon Australian Kids’ Choice Awards
| Jahr | Kategorie                  | für                                                         | Resultat  |
| ---- | -------------------------- | ----------------------------------------------------------- | --------- |
| 2008 | Fave International Singer  | Miley Cyrus                                                 | Gewonnen  |
| 2008 | Fave International TV Star | Miley Cyrus                                                 | Gewonnen  |
| 2009 | Fave International TV Star | Miley Cyrus                                                 | Nominiert |
| 2009 | Fave International Singer  | Miley Cyrus                                                 | Nominiert |
| 2010 | Fave Movie Star            | Miley Cyrus in Mit Dir an meiner Seite                      | Gewonnen  |
| 2010 | Fave Kiss                  | Miley Cyrus in Mit Dir an meiner Seite (mit Liam Hemsworth) | Gewonnen  |
| 2010 | Cutest Couple              | Miley Cyrus & Liam Hemsworth                                | Nominiert |

### Nickelodeon Kids’ Choice Awards Mexico
| Jahr | Kategorie               | für                           | Resultat  |
| ---- | ----------------------- | ----------------------------- | --------- |
| 2010 | Favorite Female TV Star | Miley Cyrus in Hannah Montana | Nominiert |
| 2023 | Favorite Global Artist  | Miley Cyrus                   | Nominiert |
| 2023 | Global Hit of the Year  | Flowers                       | Nominiert |

### Nickelodeon UK Kids’ Choice Awards
| Jahr | Kategorie               | für                           | Resultat  |
| ---- | ----------------------- | ----------------------------- | --------- |
| 2007 | Best TV Actress         | Miley Cyrus in Hannah Montana | Nominiert |
| 2008 | Favorite Female TV Star | Miley Cyrus in Hannah Montana | Gewonnen  |

## Make-A-Wish-Foundation
| Jahr | Kategorie                 | für         | Resultat |
| ---- | ------------------------- | ----------- | -------- |
| 2012 | World Wish Day Star Award | Miley Cyrus | Gewonnen |

## MTV Awards

### MTV Africa Music Awards
| Jahr | Kategorie              | für         | Resultat  |
| ---- | ---------------------- | ----------- | --------- |
| 2014 | Best International Act | Miley Cyrus | Nominiert |

### MTV Europe Music Awards
| Jahr | Kategorie              | für                                           | Resultat  |
| ---- | ---------------------- | --------------------------------------------- | --------- |
| 2008 | Best New Act           | Miley Cyrus                                   | Nominiert |
| 2010 | Best Female            | Miley Cyrus                                   | Nominiert |
| 2010 | Best Pop               | Miley Cyrus                                   | Nominiert |
| 2013 | Best Pop               | Miley Cyrus                                   | Nominiert |
| 2013 | Best Female            | Miley Cyrus                                   | Nominiert |
| 2013 | Best US Act            | Miley Cyrus                                   | Gewonnen  |
| 2013 | Best North America Act | Miley Cyrus                                   | Nominiert |
| 2013 | Best Video             | Wrecking Ball                                 | Gewonnen  |
| 2014 | Best Pop               | Miley Cyrus                                   | Nominiert |
| 2017 | Best Pop               | Miley Cyrus                                   | Nominiert |
| 2017 | Best Artist            | Miley Cyrus                                   | Nominiert |
| 2019 | Best Collaboration     | Nothing Breaks Like a Heart (mit Mark Ronson) | Nominiert |
| 2019 | Best Artist            | Miley Cyrus                                   | Nominiert |
| 2020 | Best Artist            | Miley Cyrus                                   | Nominiert |
| 2023 | Best Artist            | Miley Cyrus                                   | Nominiert |
| 2023 | Best Pop               | Miley Cyrus                                   | Nominiert |
| 2023 | Best Song              | Flowers                                       | Nominiert |
| 2023 | Best Video             | Flowers                                       | Nominiert |

### MTV Italian Music Awards
| Jahr | Kategorie          | für           | Resultat  |
| ---- | ------------------ | ------------- | --------- |
| 2014 | Best Video         | Wrecking Ball | Nominiert |
| 2014 | Best Female        | Miley Cyrus   | Nominiert |
| 2014 | Best Twitter       | Miley Cyrus   | Nominiert |
| 2014 | Wonder Woman       | Miley Cyrus   | Nominiert |
| 2015 | Top Instagram Star | Miley Cyrus   | Nominiert |
| 2015 | Artist Saga        | Miley Cyrus   | Nominiert |

### MTV Millenial Awards
| Jahr | Kategorie             | für                                        | Resultat  |
| ---- | --------------------- | ------------------------------------------ | --------- |
| 2014 | Global Instagram Star | Miley Cyrus                                | Gewonnen  |
| 2015 | Global Instagram Star | Miley Cyrus                                | Nominiert |
| 2015 | Epic Fail             | Kontroverse bei der Bangerz Tour in Mexiko | Nominiert |

### MTV Millennial Awards Brazil
| Jahr | Kategorie                   | für                     | Resultat  | Ref     |
| ---- | --------------------------- | ----------------------- | --------- | ------- |
| 2021 | Global Hit                  | Midnight Sky            | Nominiert | [ 107 ] |
| 2021 | International Collaboration | Prisoner (mit Dua Lipa) | Nominiert | [ 107 ] |
| 2023 | Galactic Hit of the Year    | Flowers                 | Nominiert | [ 108 ] |

### MTV Movie Awards
| Jahr | Kategorie                       | für                                      | Resultat  |
| ---- | ------------------------------- | ---------------------------------------- | --------- |
| 2009 | Best Song From A Movie          | The Climb                                | Gewonnen  |
| 2009 | Breakthrough Performance Female | Miley Cyrus in Hannah Montana – Der Film | Nominiert |

### MTV Video Music Awards
| Jahr | Kategorie           | für                     | Resultat  |
| ---- | ------------------- | ----------------------- | --------- |
| 2008 | Best New Artist     | 7 Things                | Nominiert |
| 2009 | Best Editing        | 7 Things                | Nominiert |
| 2013 | Best Editing        | We Can't Stop           | Nominiert |
| 2013 | Best Pop Video      | We Can't Stop           | Nominiert |
| 2013 | Best Female Video   | We Can't Stop           | Nominiert |
| 2013 | Song of the Summer  | We Can't Stop           | Nominiert |
| 2014 | Wrecking Ball       | Video of the Year       | Gewonnen  |
| 2014 | Wrecking Ball       | Best Direction          | Nominiert |
| 2017 | Best Pop Video      | Malibu                  | Nominiert |
| 2019 | Best Power Anthem   | Mother's Daughter       | Nominiert |
| 2019 | Song of the Summer  | Mother's Daughter       | Nominiert |
| 2020 | Best Art Direction  | Mother's Daughter       | Gewonnen  |
| 2020 | Best Editing        | Mother's Daughter       | Gewonnen  |
| 2020 | Song of the Summer  | Midnight Sky            | Nominiert |
| 2021 | Best Collaboration  | Prisoner (mit Dua Lipa) | Nominiert |
| 2021 | Best Editing        | Prisoner (mit Dua Lipa) | Nominiert |
| 2023 | Video of the Year   | Flowers                 | Nominiert |
| 2023 | Song of the Year    | Flowers                 | Nominiert |
| 2023 | Best Pop            | Flowers                 | Nominiert |
| 2023 | Best Cinematography | Flowers                 | Nominiert |
| 2023 | Best Editing        | River                   | Nominiert |
| 2023 | Album of the Year   | Endless Summer Vacation | Nominiert |

### MTV Video Music Awards Japan
| Jahr | Kategorie         | für                                       | Resultat  |
| ---- | ----------------- | ----------------------------------------- | --------- |
| 2014 | Best Female Video | We Can't Stop                             | Gewonnen  |
| 2014 | Best Reggae Video | Ashtrays and Heartbreaks (mit Snoop Lion) | Nominiert |

### MTV Video Play Awards
| Jahr | Kategorie     | für                                           | Resultat | Ref     |
| ---- | ------------- | --------------------------------------------- | -------- | ------- |
| 2019 | Winning Songs | Nothing Breaks Like a Heart (mit Mark Ronson) | Gewonnen | [ 120 ] |
| 2023 | Winning Songs | Flowers                                       | Gewonnen |         |

### Los Premios MTV Latinoamérica
| Jahr | Kategorie                     | für         | Resultat  |
| ---- | ----------------------------- | ----------- | --------- |
| 2008 | Best International New Artist | Miley Cyrus | Nominiert |
| 2009 | Best International Pop Artist | Miley Cyrus | Nominiert |
| 2009 | Fashionista                   | Miley Cyrus | Nominiert |

## MuchMusic Video Awards
| Jahr | Kategorie                                       | für                 | Resultat  |
| ---- | ----------------------------------------------- | ------------------- | --------- |
| 2008 | Best International Artist Video                 | Start All Over      | Nominiert |
| 2009 | Best International Artist Video                 | The Climb           | Nominiert |
| 2010 | Best International Artist Video                 | Party in the U.S.A. | Gewonnen  |
| 2010 | UR Fave: International Video                    | Party in the U.S.A. | Nominiert |
| 2014 | UR Fave: International Artist/Group of the Year | Miley Cyrus         | Nominiert |
| 2014 | Best International Artist Video                 | Wrecking Ball       | Nominiert |

## Music Choice Awards
| Jahr | Kategorie         | für         | Resultat |
| ---- | ----------------- | ----------- | -------- |
| 2013 | Top Female Artist | Miley Cyrus | Gewonnen |

## Music Daily Awards
| Jahr | Kategorie        | für                     | Resultat  |
| ---- | ---------------- | ----------------------- | --------- |
| 2020 | Best Female Song | Midnight Sky            | Gewonnen  |
| 2021 | Best Album       | Plastic Hearts          | Nominiert |
| 2021 | Best Collab      | Prisoner (mit Dua Lipa) | Nominiert |

## MYX Music Awards
| Jahr | Kategorie                          | für           | Resultat  |
| ---- | ---------------------------------- | ------------- | --------- |
| 2009 | Favorite International Music Video | 7 Things      | Nominiert |
| 2010 | Favorite International Video       | The Climb     | Nominiert |
| 2014 | Favorite International Video       | Wrecking Ball | Nominiert |

## New Music Awards
| Jahr | Kategorie                           | für         | Resultat   | Ref     |
| ---- | ----------------------------------- | ----------- | ---------- | ------- |
| 2009 | AC Female Artist of the Year        | Miley Cyrus | Gewonnen   | [ 133 ] |
| 2024 | AC Female Artist of the Year        | Miley Cyrus | Ausstehend |         |
| 2024 | Top40/CHR Female Artist of the Year | Miley Cyrus | Ausstehend | [ 134 ] |

## NewNowNext Awards
| Jahr | Kategorie   | für         | Resultat  |
| ---- | ----------- | ----------- | --------- |
| 2013 | Best New Do | Miley Cyrus | Nominiert |

## NME Awards
| Jahr | Kategorie           | für         | Resultat  |
| ---- | ------------------- | ----------- | --------- |
| 2014 | Villain of the Year | Miley Cyrus | Nominiert |

## NRJ Music Awards
| Jahr | Kategorie                               | für           | Resultat  |
| ---- | --------------------------------------- | ------------- | --------- |
| 2013 | Best Video of the Year                  | Wrecking Ball | Nominiert |
| 2013 | Best Female International               | Miley Cyrus   | Nominiert |
| 2017 | Best Female International               | Miley Cyrus   | Nominiert |
| 2020 | International Female Artist of the Year | Miley Cyrus   | Nominiert |
| 2023 | International Female Artist of the Year | Miley Cyrus   | Nominiert |
| 2023 | International Song of the Year          | Flowers       | Gewonnen  |
| 2023 | International Music Video of the Year   | Flowers       | Gewonnen  |

## People’s Choice Awards
| Jahr | Kategorie                       | für                     | Resultat  | Ref     |
| ---- | ------------------------------- | ----------------------- | --------- | ------- |
| 2010 | Favorite Breakout Movie Actress | Miley Cyrus             | Gewonnen  | [ 140 ] |
| 2010 | Favorite Web Celeb              | Miley Cyrus             | Nominiert | [ 140 ] |
| 2014 | Favorite Album                  | Bangerz                 | Nominiert | [ 141 ] |
| 2014 | Favorite Music Video            | Wrecking Ball           | Nominiert | [ 141 ] |
| 2019 | Social Artist of the Year       | Miley Cyrus             | Nominiert | [ 142 ] |
| 2019 | Female Artist of the Year       | Miley Cyrus             | Nominiert | [ 142 ] |
| 2020 | Female Artist of the Year       | Miley Cyrus             | Nominiert | [ 143 ] |
| 2024 | The Female Artist               | Miley Cyrus             | Nominiert | [ 144 ] |
| 2024 | The Pop Artist                  | Miley Cyrus             | Nominiert | [ 144 ] |
| 2024 | The Song                        | Flowers                 | Nominiert | [ 144 ] |
| 2024 | The Album                       | Endless Summer Vacation | Nominiert | [ 144 ] |

## Pollstar Concert Industry Awards
| Jahr | Kategorie               | für         | Resultat | Ref     |
| ---- | ----------------------- | ----------- | -------- | ------- |
| 2008 | Best New Touring Artist | Miley Cyrus | Gewonnen | [ 145 ] |

## Premios Charts Ecuador
| Jahr | Kategorie                                | für         | Resultat | Ref |
| ---- | ---------------------------------------- | ----------- | -------- | --- |
| 2023 | International Artist of Foreign Language | Miley Cyrus | Gewonnen |     |

## Premios Musa
| Jahr | Kategorie                              | für         | Resultat  | Ref     |
| ---- | -------------------------------------- | ----------- | --------- | ------- |
| 2023 | International Anglo Song of the Year   | Flowers     | Gewonnen  | [ 146 ] |
| 2023 | International Anglo Artist of the Year | Miley Cyrus | Nominiert | [ 146 ] |

## Premios Telehit
| Jahr | Kategorie                       | für           | Resultat  |
| ---- | ------------------------------- | ------------- | --------- |
| 2011 | Best International Young Artist | Miley Cyrus   | Nominiert |
| 2013 | Most Popular Artist on Telehit  | Miley Cyrus   | Nominiert |
| 2013 | Most Popular Video on Telehit   | We Can't Stop | Nominiert |
| 2014 | Most Popular Video on Telehit   | Adore You     | Nominiert |

## QMusic Top 40 Awards
| Jahr | Kategorie                 | für     | Resultat |
| ---- | ------------------------- | ------- | -------- |
| 2024 | Biggest International Hit | Flowers | Gewonnen |

## Q-Pop Music Awards
| Jahr | Kategorie                     | für     | Resultat |
| ---- | ----------------------------- | ------- | -------- |
| 2023 | International Hit of the Year | Flowers | Gewonnen |

## Queerties Awards
| Jahr | Kategorie   | für                                | Resultat   |
| ---- | ----------- | ---------------------------------- | ---------- |
| 2023 | Anthem      | Boys Don't Cry (Live) (mit Anitta) | Nominiert  |
| 2024 | Music Video | River                              | Ausstehend |

## QX-Galan
| Jahr | Kategorie        | für     | Resultat  | Ref     |
| ---- | ---------------- | ------- | --------- | ------- |
| 2024 | Song of the Year | Flowers | Nominiert | [ 154 ] |

## Radio Disney Music Awards
| Jahr | Kategorie                                             | für                        | Resultat |
| ---- | ----------------------------------------------------- | -------------------------- | -------- |
| 2006 | Best Song                                             | The Best of Both Worlds    | Gewonnen |
| 2006 | Best Song to Put on Repeat                            | The Best of Both Worlds    | Gewonnen |
| 2006 | Miley Cyrus                                           | Best New Artist            | Gewonnen |
| 2006 | Miley Cyrus                                           | Best Female Singer         | Gewonnen |
| 2006 | Miley Cyrus                                           | Favorite TV Star Who Sings | Gewonnen |
| 2006 | Miley Cyrus                                           | Most Stylish Singer        | Gewonnen |
| 2006 | Best Song to Listen to While Getting Ready for School | I Got Nerve                | Gewonnen |

## red! Star-Awards
| Jahr | Kategorie            | für            | Resultat  |
| ---- | -------------------- | -------------- | --------- |
| 2010 | Heißestes Musikvideo | Can't Be Tamed | Nominiert |

## Rockbjörnen
| Jahr | Kategorie                       | für     | Resultat |
| ---- | ------------------------------- | ------- | -------- |
| 2023 | Internationales Lied des Jahres | Flowers | Gewonnen |

## RTHK International Pop Poll Awards
| Jahr | Kategorie                        | für         | Resultat | Ref     |
| ---- | -------------------------------- | ----------- | -------- | ------- |
| 2023 | Top Female Singer                | Miley Cyrus | Bronze   | [ 157 ] |
| 2023 | Top Ten International Gold Songs | Flowers     | Gewonnen | [ 157 ] |

## Satellite Awards
| Jahr | Kategorie     | für                                                    | Resultat  |
| ---- | ------------- | ------------------------------------------------------ | --------- |
| 2019 | Original Song | Don't Call Me Angel (mit Ariana Grande & Lana Del Rey) | Nominiert |

## SEC Awards
| Jahr | Kategorie                               | für                     | Resultat  |
| ---- | --------------------------------------- | ----------------------- | --------- |
| 2023 | International Female Artist of the Year | Miley Cyrus             | Nominiert |
| 2023 | International Song of the Year          | Flowers                 | Nominiert |
| 2023 | International Album of the Year         | Endless Summer Vacation | Nominiert |

## Shorty Awards
| Jahr | Kategorie          | für                                  | Resultat  | Ref     |
| ---- | ------------------ | ------------------------------------ | --------- | ------- |
| 2018 | Celebrity          | Miley Cyrus                          | Nominiert | [ 160 ] |
| 2022 | TikTok Partnership | Chipotle Mexican Grill X Miley Cyrus | Gewonnen  | [ 161 ] |

## Splash Awards
| Jahr | Kategorie        | für     | Resultat |
| ---- | ---------------- | ------- | -------- |
| 2023 | Best Music Video | Flowers | Gewonnen |

## Spotify Plaques
| Jahr | Kategorie                 | für                 | Resultat |
| ---- | ------------------------- | ------------------- | -------- |
| 2022 | One Billion Streams Award | Party in the U.S.A. | Gewonnen |
| 2023 | One Billion Streams Award | Flowers             | Gewonnen |

## Teen Choice Awards
| Jahr | Kategorie                                  | für                                   | Resultat  |
| ---- | ------------------------------------------ | ------------------------------------- | --------- |
| 2006 | TV Breakout Star                           | Miley Cyrus                           | Nominiert |
| 2007 | Choice TV Actress: Comedy                  | Miley Cyrus                           | Gewonnen  |
| 2008 | Choice TV Actress: Comedy                  | Hannah Montana                        | Gewonnen  |
| 2008 | Choice Music: Female Artist                | Miley Cyrus                           | Gewonnen  |
| 2008 | Choice Most Fanatic Fans                   | Miley Cyrus                           | Nominiert |
| 2008 | Choice Music: Single                       | See You Again                         | Nominiert |
| 2008 | Choice Summer: Song                        | 7 Things                              | Nominiert |
| 2009 | Choice Summer: Single                      | Before the Storm (mit Jonas Brothers) | Gewonnen  |
| 2009 | Choice TV Actress: Comedy                  | Hannah Montana                        | Gewonnen  |
| 2009 | Choice Music: Female Artist                | Miley Cyrus                           | Nominiert |
| 2009 | Female Hottie                              | Miley Cyrus                           | Nominiert |
| 2009 | Choice Celebrity Dancer: Female            | Miley Cyrus                           | Nominiert |
| 2009 | Choice Red Carpet Icon: Female             | Miley Cyrus                           | Nominiert |
| 2009 | Choice Movie: Liplock                      | Hannah Montana – Der Film             | Nominiert |
| 2009 | Choice Movie Actress: Music/Dance          | Hannah Montana – Der Film             | Gewonnen  |
| 2009 | Choice Movie Hissy Fit                     | Hannah Montana – Der Film             | Gewonnen  |
| 2009 | Choice Music: Single                       | The Climb                             | Gewonnen  |
| 2010 | Choice Movie Actress: Drama                | Mit Dir an meiner Seite               | Gewonnen  |
| 2010 | Choice Movie: Chemistry                    | Mit Dir an meiner Seite               | Nominiert |
| 2010 | Choice Movie: Liplock (mit Liam Hemsworth) | Mit Dir an meiner Seite               | Nominiert |
| 2010 | Choice Movie: Hissy Fit                    | Mit Dir an meiner Seite               | Gewonnen  |
| 2010 | Choice Fashion: Celebrity Fashion Line     | Miley Cyrus & Max Azria               | Gewonnen  |
| 2010 | Choice Music: Love Song                    | When I Look at You                    | Gewonnen  |
| 2010 | Choice Music: Single                       | Can't Be Tamed                        | Nominiert |
| 2010 | Choice Red Carpet Fashion Icon: Female     | Miley Cyrus                           | Nominiert |
| 2010 | Choice Other: Fanatic Fans                 | Miley Cyrus                           | Nominiert |
| 2010 | Choice Music: Female Artist                | Miley Cyrus                           | Nominiert |
| 2010 | Choice Summer: Music Star – Female         | Miley Cyrus                           | Gewonnen  |
| 2011 | Choice TV Actress: Comedy                  | Hannah Montana                        | Nominiert |
| 2011 | Choice Red Carpet Icon: Female             | Miley Cyrus                           | Nominiert |
| 2012 | Female Hottie                              | Miley Cyrus                           | Gewonnen  |
| 2012 | Twit                                       | Miley Cyrus                           | Nominiert |
| 2012 | Fashion Icon Female                        | Miley Cyrus                           | Nominiert |
| 2012 | Actress Romance                            | Miley Cyrus in LOL                    | Nominiert |
| 2013 | Female Hottie                              | Miley Cyrus                           | Nominiert |
| 2013 | Choice Style Icon                          | Miley Cyrus                           | Gewonnen  |
| 2013 | Choice Summer: Music Star – Female         | Miley Cyrus                           | Nominiert |
| 2013 | Candie's Fashion Trendsetter               | Miley Cyrus                           | Gewonnen  |
| 2013 | Choice Single: Female Artist               | We Can't Stop                         | Nominiert |
| 2013 | Choice Summer: Song                        | We Can't Stop                         | Gewonnen  |
| 2013 | Scene Stealer: Female                      | Miley Cyrus in Two and a Half Men     | Gewonnen  |
| 2014 | Choice Female Artist                       | Miley Cyrus                           | Nominiert |
| 2014 | Choice Instagrammer                        | Miley Cyrus                           | Gewonnen  |
| 2015 | Choice Hottie: Female                      | Miley Cyrus                           | Nominiert |
| 2015 | Choice Social Media Queen                  | Miley Cyrus                           | Nominiert |
| 2016 | Choice Social Media Queen                  | Miley Cyrus                           | Nominiert |
| 2016 | Choice Selfie Taker                        | Miley Cyrus                           | Nominiert |
| 2017 | Ultimate Choice Award                      | Miley Cyrus                           | Gewonnen  |
| 2017 | Choice Music: Female Artist                | Miley Cyrus                           | Nominiert |
| 2017 | Choice Music: Summer Female Artist         | Miley Cyrus                           | Nominiert |
| 2017 | Choice Fandom                              | Smilers                               | Nominiert |
| 2017 | Choice Single: Female Artist               | Malibu                                | Nominiert |
| 2017 | Choice Summer Song                         | Malibu                                | Nominiert |

## Tudo Information Awards
| Jahr | Kategorie         | für                                           | Resultat  |
| ---- | ----------------- | --------------------------------------------- | --------- |
| 2018 | Music of Return   | Nothing Breaks Like a Heart (mit Mark Ronson) | Gewonnen  |
| 2018 | Video of the Year | Nothing Breaks Like a Heart (mit Mark Ronson) | Nominiert |
| 2020 | Video of the Year | Slide Away                                    | Nominiert |

## UK Music Video Awards
| Jahr | Kategorie                    | für                                           | Resultat  | Ref     |
| ---- | ---------------------------- | --------------------------------------------- | --------- | ------- |
| 2013 | Best Pop Video International | We Can't Stop                                 | Nominiert | [ 179 ] |
| 2019 | Best Pop Video UK            | Nothing Breaks Like a Heart (mit Mark Ronson) | Nominiert | [ 180 ] |

## Variety Awards
| Jahr | Kategorie            | für         | Resultat |
| ---- | -------------------- | ----------- | -------- |
| 2016 | Power of Women Award | Miley Cyrus | Gewonnen |

## Virgin Media Music Awards
| Jahr | Kategorie      | für            | Resultat  |
| ---- | -------------- | -------------- | --------- |
| 2010 | Best Video     | Can't Be Tamed | Gewonnen  |
| 2011 | Hottest Female | Miley Cyrus    | Nominiert |

## Webby Awards
| Jahr | Kategorie                 | für                            | Resultat |
| ---- | ------------------------- | ------------------------------ | -------- |
| 2020 | Special Achievement Award | Bright Minded: Live with Miley | Gewonnen |

## World Music Awards
| Jahr | Kategorie                                    | für                       | Resultat  |
| ---- | -------------------------------------------- | ------------------------- | --------- |
| 2014 | World’s Best Song                            | 23                        | Nominiert |
| 2014 | World’s Best Song                            | Adore You                 | Nominiert |
| 2014 | World’s Best Song                            | Fall Down (mit Will.i.am) | Nominiert |
| 2014 | World’s Best Song                            | We Can't Stop             | Nominiert |
| 2014 | World’s Best Song                            | Wrecking Ball             | Nominiert |
| 2014 | World’s Best Album                           | Bangerz                   | Nominiert |
| 2014 | World’s Best Video                           | 23                        | Nominiert |
| 2014 | World’s Best Video                           | Adore You                 | Nominiert |
| 2014 | World’s Best Video                           | Fall Down (mit Will.i.am) | Nominiert |
| 2014 | World’s Best Video                           | We Can't Stop             | Nominiert |
| 2014 | World’s Best Video                           | Wrecking Ball             | Gewonnen  |
| 2014 | World’s Best Female Artist                   | Miley Cyrus               | Gewonnen  |
| 2014 | World’s Best Pop/Rock Artist                 | Miley Cyrus               | Gewonnen  |
| 2014 | World’s Best Live Act                        | Miley Cyrus               | Nominiert |
| 2014 | World’s Best Entertainer of the Year         | Miley Cyrus               | Nominiert |
| 2014 | World’s Most Talked About Artist on Facebook | Miley Cyrus               | Gewonnen  |

## WOWIE Awards
| Jahr | Kategorie               | für                     | Resultat  | Ref     |
| ---- | ----------------------- | ----------------------- | --------- | ------- |
| 2015 | Most Viral Moment       | Miley + Ru Girls @VMAs  | Gewonnen  | [ 185 ] |
| 2015 | Best Instagram          | Miley Cyrus             | Nominiert | [ 185 ] |
| 2015 | LGBTQ Hero              | Miley Cyrus             | Nominiert | [ 185 ] |
| 2020 | Outstanding Music Video | Midnight Sky            | Nominiert | [ 186 ] |
| 2023 | Best Album              | Endless Summer Vacation | Nominiert | [ 187 ] |

## Young Artist Awards
| Jahr | Kategorie                                               | für                     | Resultat  |
| ---- | ------------------------------------------------------- | ----------------------- | --------- |
| 2007 | Best Performance in a TV Series – Leading Young Actress | Miley Cyrus             | Nominiert |
| 2008 | Best Performance in a TV Series – Leading Young Actress | Miley Cyrus             | Gewonnen  |
| 2008 | Best Young Ensemble Performance in a TV Series          | Cast von Hannah Montana | Nominiert |
| 2009 | Best Performance in a TV Series – Leading Young Actress | Miley Cyrus             | Nominiert |
| 2010 | Best Performance in a TV Series – Leading Young Actress | Miley Cyrus             | Nominiert |

## YouTube Music Awards
| Jahr | Kategorie           | für           | Resultat  |
| ---- | ------------------- | ------------- | --------- |
| 2013 | Video of the Year   | We Can't Stop | Nominiert |
| 2015 | 50 Artists to Watch | Miley Cyrus   | Gewonnen  |

## Žebřík Music Awards
| Jahr | Kategorie                   | für         | Resultat   | Ref     |
| ---- | --------------------------- | ----------- | ---------- | ------- |
| 2024 | International Song          | Flowers     | Ausstehend | [ 194 ] |
| 2024 | International Female Artist | Miley Cyrus | Ausstehend | [ 194 ] |